# Olympiáda (Chalcidique)
Olympiáda, en grec moderne : Ολυμπιάδα, est un village du dème d'Aristotélis,  district régional de Chalcidique, en Macédoine-Centrale, Grèce.
Selon le recensement de 2011, la population du village s'élève à 741 habitants.